# Илија Поп Тоне Илић
Илија Поп Тоне Илић, познат и као Други Обилић (Боровац, 1893—Приштина, 1938) био је подофицир војске Краљевине Србије и прослављени херој из Првог светског рата и Солунског фронта.

## Биографија
Илија Поп Тоне Илић рођен је 10. јануара 1893. године у Боровцу код Сијаринске Бање, од оца Тона и мајке Вучице, рођене Мазић. Његова породица води порекло из села Чобића са Косова. Отац поп Тоне Илић био је српски комита и борио се против арбанашког и турског ропства. Пошто је откривен, са женом Вучицом бежи у Србију, у село Боровац. Илија се оженио Дивном, рођеном Спалевић, са којом је изродио деветоро деце: Милована, Радована, Милоја, Милоша, Милана, Даринку, Петру, Лепосаву и Радојку.

## Ратови 1912—1918.
У ратовима од 1912. до 1918. године учествовао је као добровољац. На Солунском фронту поднаредник Илија Илић био је најхрабрији борац 16. пешадијског пука. Дуго војевање завршио је 1918. године са осам рана и десетак крстова, ордена и медаља.

## Послератни период
После рата када је демобилисан, вратио се у родно село и до краја живота живео је у крајњем сиромаштву. Разболео се, 1938. године, од стомачних болести, па су га синови воловским колима одвезли у приштинску болницу, где је умро.
Уз војничке почасти сахрањен је на гробљу у Сијаринској Бањи.